# たぶん最後の御挨拶
『たぶん最後の御挨拶』（たぶんさいごのごあいさつ）は、日本の作家東野圭吾のエッセイ集である。デビューから今日までの、東野の心境が書かれた作品である。文藝春秋から2007年1月30日に単行本が発行された。

## 内容
乱歩賞を受賞した1985年。順調な作家生活が始まる……はずだった。何回も何回も賞の候補になった日々。その緊迫感に押されながらも、10年の歳月を経てやっと『秘密』でブレイク。直木賞まで20年を経てやっとブレイク。『押し続ければ壁は動く』と信じた長い日々を綴った作品。
タイトルのとおり、エッセイ集として最後としている。だが、本当に最後だと断言していないので、『たぶん』という言葉が使われている。
　また、表紙は、東野の飼い猫の写真が使われている。
カバー装画・章扉イラストは、東野圭吾氏自身が手掛けている。
本書のあとがきで、エッセイは苦手であると自覚しており、エッセイを書くことで時間的にも精神的にも本業(小説家)に支障が出るので、今後は撤退させていただくという旨を記している。

## キャッチコピー
打たれ弱かったら作家になんかなってない 文学賞落選記録15回!──「押し続けていればいつか壁は動く」と信じた20年の日々。